# Chris Solinsky
Chris Solinsky (Stevens Point, Wisconsin, 1984. december 5. –) amerikai hosszútávfutó és atlétikaedző, az Oregon Ducks atlétikacsapatának edzőhelyettese. Középiskolásként nyolc állami, egyetemi hallgatóként pedig öt NCAA-bajnokságot nyert. 26:59,60-as eredményével ő az első nem afrikai származású, aki 27 percnél rövidebb idő alatt futott le tízezer métert.

## Futóként

### Középiskolásként
A Stevens Point Area Senior High School diákjaként első éve után háromszor nyerte meg az állami terepfutó-bajnokságot. 11 érmet és nyolc bajnoki címet nyert, hatszor volt csúcstartó, emellett négyszer kapta meg az All-America elismerést. Fedett pályán 1600 méter és 2 mérföld, szabadtéren pedig 3200 méter számban állított fel rekordot. Ben Porter után ő a második wisconsini, aki 3200 méteren háromszor is állami bajnok. Második évében két mérföld versenyszámban a Nike fedett pályás bajnokságon és az Adidas szabadtéri bajnokságon is második lett. A 2002-es Foot Locker bajnokságon 14:41-es eredményével az esemény történetének legnagyobb, 21 másodperces különbségét állította fel. Legjobb eredménye 1600 méteren 4:03,80, 3200 méteren pedig 8:43,24 volt. 2003-ban érettségizett.

### Egyetemistaként
A Wisconsin–Madison Egyetemre iratkozott be, ahol edzője Jerry Schumacher volt. A Wisconsin Badgers csapata kétszer nyert NCAA-címet (2005 és 2007), emellett az országos bajnokságon 2003-ban, 2004-ben és 2006-ban második lettek. Solinsky egyéniben négyszer lett konferencia- és ötször országos bajnok, emellett tizennégyszer nyerte el az All-America elismerést. Korábban ő vezette a háromezer méteres fedett pályás futás, és továbbra is ő vezeti a szabadtéri egy mérföldes futás intézményi rangsorát.
A 2006. május 6-ai Badger Twilight Meeten Matt Tegenkamp mögött Solinsky második lett; ők voltak az elsők, akik Wisconsinban az egy mérföldet négy percnél rövidebb idő alatt futották le.
2007-ben diplomázott történelem-szociológia szakon.

### Profiként
Diplomaszerzését követően a Nike-kal és a KIMbia Athleticsszel szerződött, majd Portlandbe költözött, ahol Schumacherrel, Tegenkamppel és több korábbi csapattársával a Bowerman Track Club tagja lett. 2008-ban ötezer méter versenyszámban nem jutott ki az olimpiára, azonban a 2009-es berlini világbajnokságra igen, ahol 13:25,87-es eredménnyel 12. lett.
2010 tavaszán és nyarán több egyéni rekordot is felállított. A május 1-jei Payton Jordan Invitationalen futott először tízezer métert, ahol 26:59,60-as idővel az első nem afrikai származású, továbbá az első 183 centiméternél magasabb és 64 kilogrammnál nehezebb sportoló lett, aki 27 percnél jobb eredményt ért el. A június 4-ei Bislett Játékokon ötezer méteren 12:56,66, majd augusztus 6-án Stockholmban 12:55:53-as eredményt ért el, ami a nem afrikai származásúak között a második legjobb idő.
2011-ben kutyájában megbotlott, és a combhajlító izmának húzódása miatt nem vehetett részt a 2012-es olimpián. 2015-ben meghúzódott Achilles-ina, ami befolyásolta a 2016-os olimpiai felkészülését.
2016 áprilisában visszavonult.

## Edzőként
2012 és 2014 között a Portland Pilots önkéntese volt; az NCAA-bajnokságon 2012-ben tizenkettedikek, 2013-ban hetedikek lettek.
2014. augusztus 8-án a College of William & Mary helyettes edzője, 2016 szeptemberében a futók vezetőedzője lett. 2017. július 13-án a Florida Gators munkatársa lett.
2022 decemberében bejelentették, hogy az Oregon Ducks edzőhelyettese lesz.

## Családja
Felesége Amy Dahlin rúdugró. Egy lányuk (Amy) és egy fiuk (Archer) született.

## Legjobb eredményei
| Táv          | Eredmény | Dátum                |
| ------------ | -------- | -------------------- |
| 1500 méter   | 3:35,89  | 2011. április 15.    |
| 1 mérföld    | 3:54,1   | 2008. szeptember 20. |
| 3000 méter   | 7:34,32  | 2010. augusztus 29.  |
| 5000 méter   | 12:55,53 | 2010. augusztus 6.   |
| 10 000 méter | 26:59,60 | 2010. május 1.       |

## Díjai és kitüntetései
- Big Ten Conference év atlétája (fedett pályás, 2006)
- Big Ten Conference év atlétája (szabadtéri, 2006)
- Big Ten Conference év atlétája (fedett pályás, 2007)
- USTFCCCA év nemzeti atlétája (fedett pályás, 2007)

## Fordítás
- Ez a szócikk részben vagy egészben  a   Chris Solinsky című angol Wikipédia-szócikk ezen változatának fordításán alapul.  Az eredeti cikk szerkesztőit annak laptörténete sorolja fel. Ez a jelzés csupán a megfogalmazás eredetét és a szerzői jogokat jelzi, nem szolgál a cikkben szereplő információk forrásmegjelöléseként.